# Liostenogaster nitidipennis
Liostenogaster nitidipennis är en getingart som först beskrevs av Henri Saussure 1853.  Liostenogaster nitidipennis ingår i släktet Liostenogaster och familjen getingar. Inga underarter finns listade i Catalogue of Life.